# Henri Pastoureau (homme politique)
 (décembre 2021).
Si vous disposez d'ouvrages ou d'articles de référence ou si vous connaissez des sites web de qualité traitant du thème abordé ici, merci de compléter l'article en donnant les références utiles à sa vérifiabilité et en les liant à la section « Notes et références ».
Pour les articles homonymes, voir Pastoureau.
Henri Pastoureau, né à Nontron, le 20 avril 1840 et décédé le 20 février 1900 , est un militaire, et homme politique, ancien maire de Toulon de 1897 à 1900.

## Carrière
Militaire de carrière, il a été Lieutenant colonel d'artillerie. Lors de sa remise de la Légion d'honneur, en 1880, il avait le grade de chef de bataillon au 61e Régiment d'Infanterie. Il est alors nommé chevalier. Il devient Officier de la Légion d'Honneur en 1892.